# Benzolsulfonamid
Benzolsulfonamid ist eine chemische Verbindung aus der Gruppe der Sulfonsäureamide.

## Gewinnung und Darstellung
Gewonnen werden kann Benzolsulfonamid durch Sulfochlorierung von Benzol mit Chlorsulfonsäure und anschließende Reaktion des entstehenden Benzolsulfochlorid mit Ammoniak.

## Verwendung
Benzolsulfonamid wird als Weichmacher und zur Herstellung von Arzneistoffen (z. B. Bosentan, Sulfamerazin), Desinfektionsmitteln, Farb- und Kunststoffen verwendet. Seine Grundstruktur findet sich in vielen dieser Verbindungen die damit als Benzolsulfonamide bezeichnet werden.